# اولیانا کراوچنکو
اولیانا کراوچنکو (انگلیسی: Uliana Kravchenko; ۱۸ آوریل ۱۸۶۰ – ۳۱ مارس ۱۹۴۷) شاعر، نویسنده، و نویسنده کودکان اهل امپراتوری روسیه بود.